# 奥兰多夜店枪击案
2016年奥兰多同性恋夜店枪击案是發生在2016年6月12日，美国佛罗里达州奥兰多一家名为“脉冲”（Pulse）的同性恋酒吧发生的一起大规模枪击案，共造成包括枪手在内至少50人死亡，53人受伤。这是美国历史上第二严重的一起單一嫌犯大规模枪击事件，仅次于2017年拉斯维加斯袭击（不包含兇手在內60人死亡），也是911恐怖攻击事件之後最嚴重的恐怖攻擊。初步认定行凶者为29岁的美国公民奥马尔·马丁（Omar Mateen）。枪手在袭击前宣称自己响应IS的伊斯兰圣战号召。IS后发表声明，宣称对此事负责，并追封奥马尔为“烈士”。
這案件同時牽涉同性恋歧視、槍械管制、極端伊斯蘭主義、境內恐怖主義四大價值觀分化議題，又發生於民主、共和兩黨總統提名戰結束不久之時，兩黨各取對己有利的切入點，美國社會對此案的看法因而大相徑庭。

## 过程

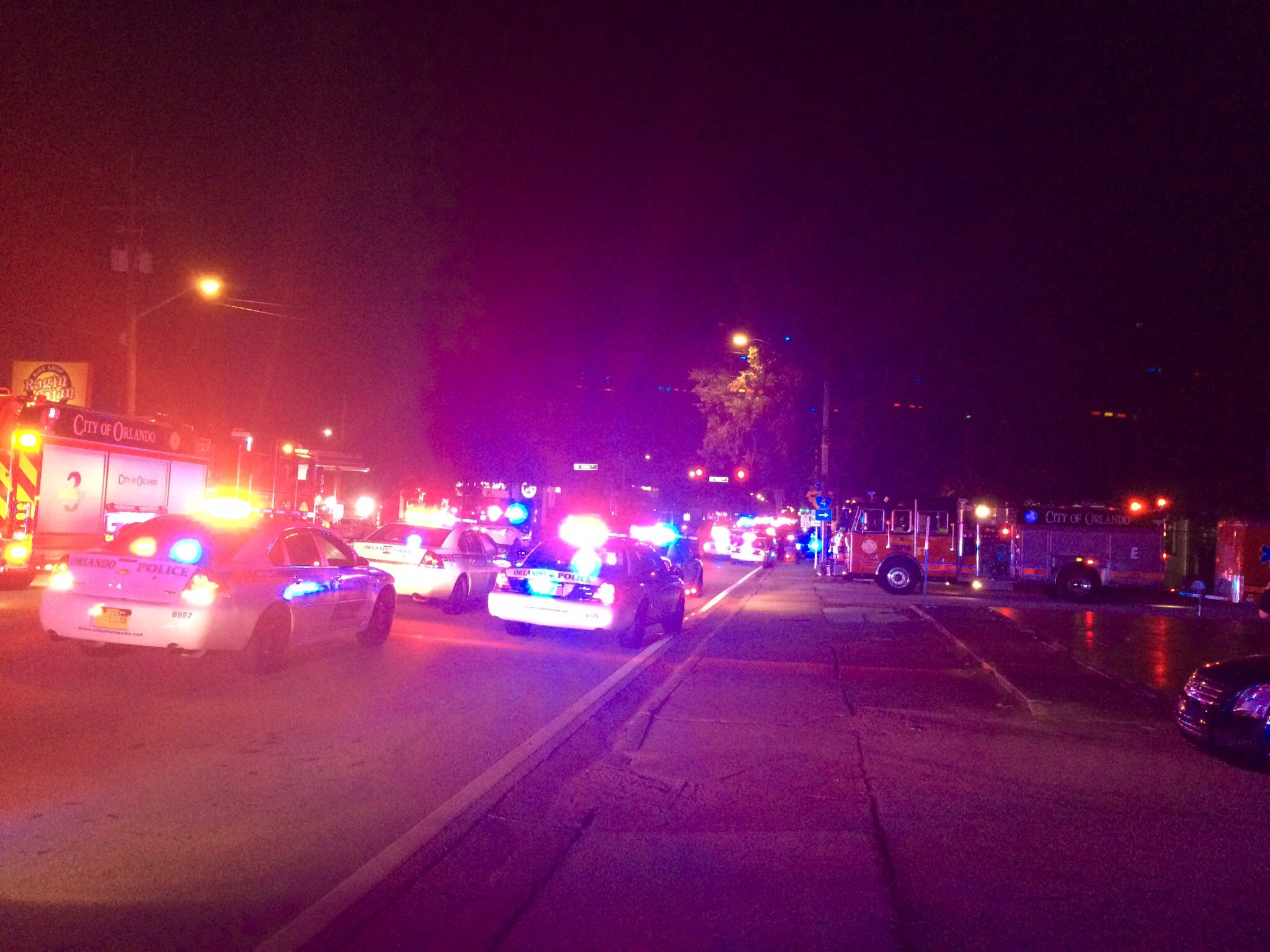
警方和医护人员事发后抵达现场

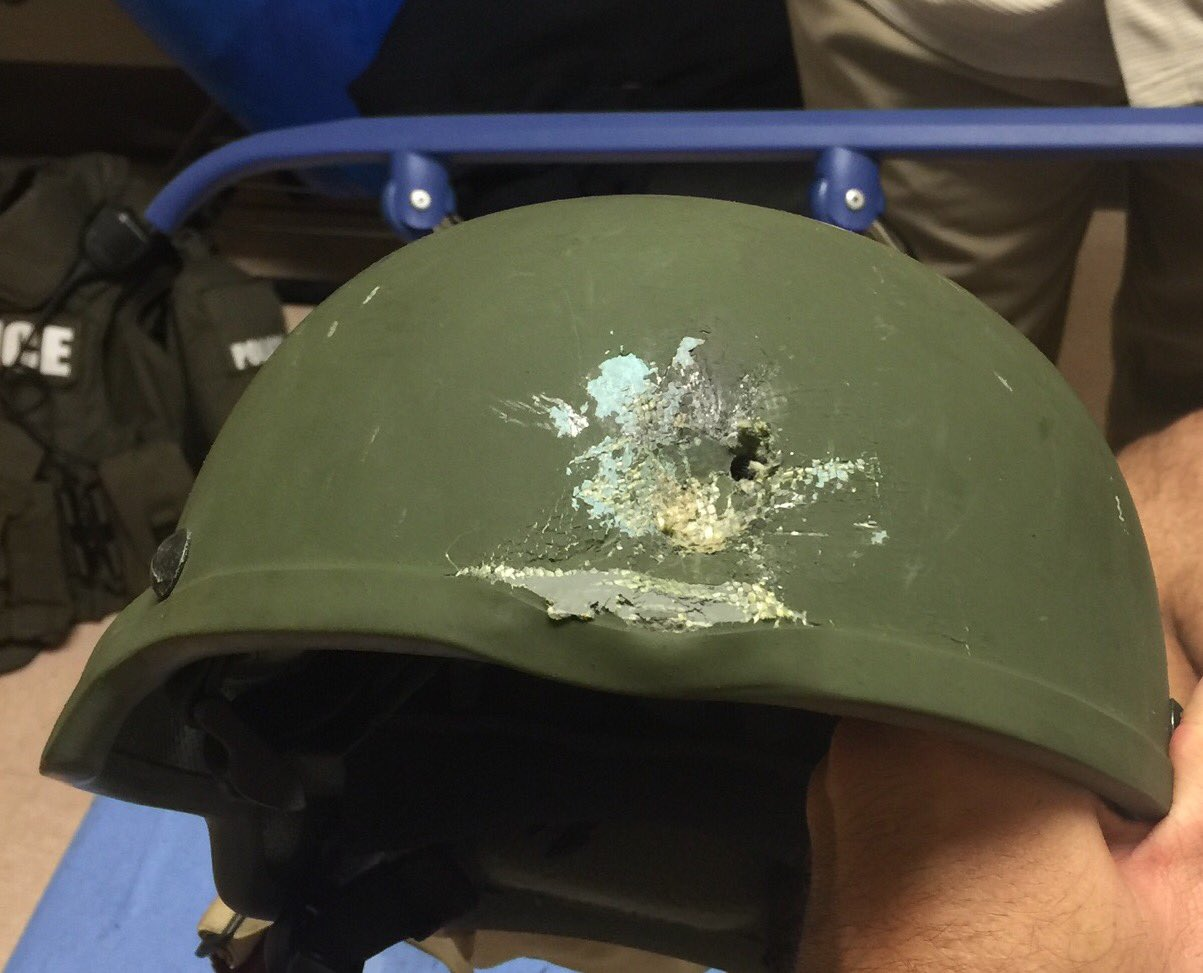
一顶在交火中被射中的克維拉警用头盔

這場枪击案的時間发生在奥兰多当地时间6月12日凌晨两点，凶嫌奥马尔·马丁在犯案前打电话给911，宣布自己效忠于伊斯兰国领袖阿布·贝克尔·巴格达迪，然后持SIG MCX突擊步槍、格洛克17和疑似爆炸物品进入名为“脉冲”的同性恋酒吧开枪行凶，奥兰多警局的警察赶到与凶手交火。凶手退入酒吧并劫持人质。凌晨5点，防爆突击队强攻进入酒吧，与凶手交火，凶手被击毙，三十多名人质逃生。整个事件已经造成50人死亡，53人受伤。有幸存者称凶手在开枪过程中高呼“真主至大”。

## 犯罪嫌疑人
枪击案凶手为29岁的美国公民奥马尔·马丁，是一名穆斯林，出生于纽约，其父母为阿富汗移民，其父親的口語是帶有普什圖口音的達里語。警方怀疑枪手与伊斯兰极端宗教组织有关联，凶手过去也曾自称和“恐怖组织”有联系。《商业内幕》（Business Insider）报道称该恐怖袭击为“独狼式恐怖袭击”，没有证据显示奥马尔曾经直接受过IS组织的领导和训练，而是响应了IS“在各国就地发动圣战处决卡菲勒”的号召。
奧馬爾的父親在接受媒體採訪時称兒子行凶的动机并非出于伊斯兰信仰，而是於數月前在邁阿密看到兩名男子在自己妻兒面前接吻後，感到非常憤怒。
奧馬爾本人疑為一名同性戀者，舊同學指曾邀請他一同到同性戀夜店。在事發夜店的一名表演者表示，他在3年前曾光顧過該夜店，並與另一男子跳舞。他還曾通过常见的同性戀交友應用程式和同性戀者結交。

## 受害者
枪案共造成包括枪手在内至少50人死亡，53人受伤（包括52位平民和1名警官），多名伤者伤势严重，在当地医院接受手术。事发的夜店距离奥兰多地区医疗中心仅仅三个街区的距离，大部分伤员均被送往該医院。
奥兰多市政府在其官方网站上建立了受害者名单，公布已通知家属的受害者身份。
受害者姓名和年龄：
- Stanley Almodovar III, 23
- Amanda Alvear, 25
- Oscar A. Aracena-Montero, 26
- Rodolfo Ayala-Ayala, 33
- Alejandro Barrios Martinez, 21
- Martin Benitez Torres, 33
- Antonio D. Brown, 30
- Darryl R. Burt II, 29
- Jonathan A. Camuy Vega, 24
- Angel L. Candelario-Padro, 28
- Simon A. Carrillo Fernandez, 31
- Juan Chevez-Martinez, 25
- Luis D. Conde, 39
- Cory J. Connell, 21
- Tevin E. Crosby, 25
- Franky J. Dejesus Velazquez, 50
- Deonka D. Drayton, 32
- Mercedez M. Flores, 26
- Peter O. Gonzalez-Cruz, 22
- Juan R. Guerrero, 22
- Paul T. Henry, 41
- Frank Hernandez, 27
- Miguel A. Honorato, 30
- Javier Jorge-Reyes, 40
- Jason B. Josaphat, 19
- Eddie J. Justice, 30
- Anthony L. Laureano Disla, 25
- Christopher A. Leinonen, 32
- Brenda L. Marquez McCool, 49
- Jean C. Mendez Perez, 35
- Akyra Monet Murray, 18
- Kimberly Morris, 37
- Jean C. Nieves Rodriguez, 27
- Luis O. Ocasio-Capo, 20
- Geraldo A. Ortiz-Jimenez, 25
- Eric Ivan Ortiz-Rivera, 36
- Joel Rayon Paniagua, 32
- Enrique L. Rios Jr., 25
- Juan P. Rivera Velazquez, 37
- Yilmary Rodriguez Solivan, 24
- Christopher J. Sanfeliz, 24
- Xavier Emmanuel Serrano Rosado, 35
- Gilberto Ramon Silva Menendez, 25
- Edward Sotomayor Jr., 34
- Shane E. Tomlinson, 33
- Leroy Valentin Fernandez, 25
- Luis S. Vielma, 22
- Luis Daniel Wilson-Leon, 37
- Jerald A. Wright, 31

## 反应

### 美國國內反應

#### 政治人物
白宫发表了一份声明，對在枪击案中的受害者表示哀悼。同时总统奥巴马要求联邦政府尽可能协助调查凶案的经过并为受害者与伤员提供帮助。总统奥巴马发表的演讲中多次提到“仇恨行为”和“恐怖行为”等字眼。同时也下令全美国的国旗降半旗以表示對死难者的哀悼。
佛罗里达州州长里克·斯科特发表了一份声明，表示州应急行动中心正在为受害的人提供一切可能的援助。州参议员馬可·魯比奧向这起仇恨、暴力和恐怖事件中，所有失去生命的受害者表示哀悼，并对受伤者祈福。
当时还在参与2016年美國總統選舉党内参选阶段的唐納德·川普在推特上称“如果奧巴馬隻字不提‘極端伊斯蘭恐怖主义’，就应该下台”。

#### 網路媒體
Facebook首次在美國本土启动了“报平安”(Safety Check)功能，用户可以将自己的状态标识为“安全”以向家人和朋友报平安。
Twitter的用戶則使用 #PrayForOrlando 的標籤來串連與事件相關的訊息，或是表達對槍擊事件的哀悼之意。

### 國際反應

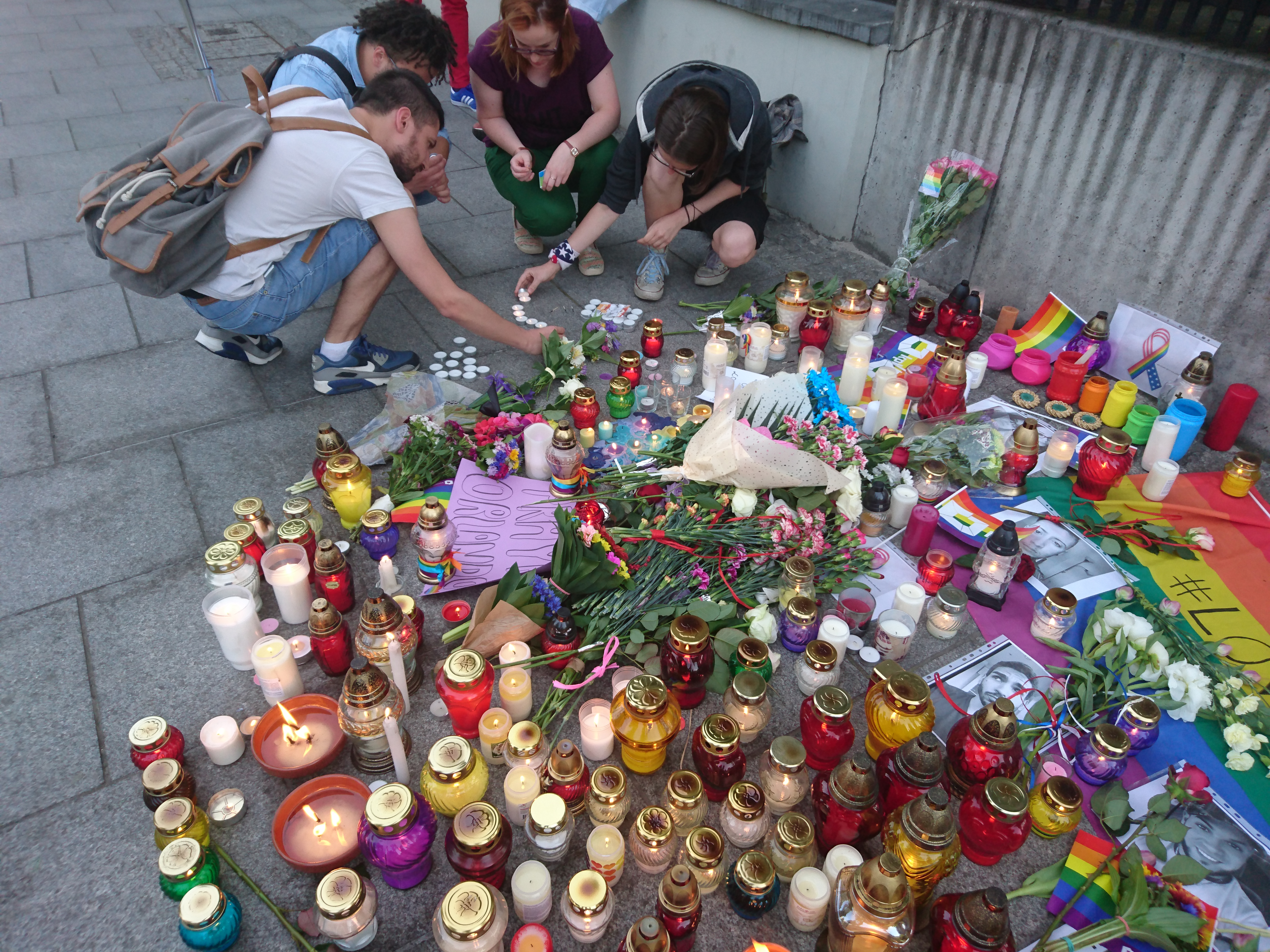
2016年6月13日，在波蘭華沙美國大使館前面空地，人們在紀念奧蘭多夜店槍擊案的受害者

教宗的新聞辦公室發表聲明說：“教宗方濟各與受害者的家庭和所有受傷者一起憐憫與禱告。他與他們一起分擔無法描述的痛苦，並將他們托付給上帝以讓他們得到慰藉。發生在奧蘭多的可怕屠殺及其大量的無辜受害者，已讓教宗方濟各和我們所有人在這謀殺中愚昧與無知的憎恨的新表現前感受到了深深的恐怖和譴責，痛苦與混亂。”
 阿富汗总统阿什拉夫·加尼·艾哈邁德扎伊強烈譴責這次襲擊，並表示“襲擊平民在任何情況下都是沒有道理的”。前總統卡爾札伊亦表示，他完全理解美國人民的感受，因為伊斯蘭國武裝分子常對阿富汗發動類似的攻擊。卡爾札伊對美國有線電視新聞網CNN說：“我們每天也遭受這樣的襲擊。就像我們譴責阿富汗境內的恐怖分子一樣，我們也譴責在美國的恐怖分子。”
 中國國務院總理李克強對槍擊案遇難者表示沉痛哀悼，正在中國訪問的 德國總理默克爾慰問受害者家屬。
 法國總統奧朗德譴責佛羅里達的大屠殺，並“表達法國對處於困難之中的美國政府和人民的全力支持”。
 以色列總理內塔尼亞胡說：以色列與美國“併肩攜手”。
 意大利總理馬泰奧·倫齊在推特上說：“我們的心與我們的美國兄弟們在一起。”
 加拿大總理賈斯汀·杜魯道亦在推特上發表說：“我們與在美國的朋友共同悲傷，在今天的恐怖襲擊後我們堅定地與LGBT群體站在一起。”

### 演藝圈反應
澳洲歌手希雅（Sia），在2016年釋出的歌曲《最強大》，開頭舞者畫上的彩虹眼淚象徵對槍擊案的致哀；歌曲中多次提到不要放棄（Don't give up），象徵能夠繼續帶給LGBT族群、槍擊案罹難者家屬、生還者等希望，能夠堅持下去；而MV內的49位舞者也象徵在槍擊案中罹難的受害者人數。

## 後續
奥马尔·马丁的妻子诺尔·莎尔曼事後被控「協助與教唆」以及「妨礙司法」兩項罪名。2018年3月30日，美国的陪审团判决诺尔·莎尔曼无罪。

## 另見
- 美国的大规模枪击事件